# 第三次长沙会战
第三次长沙会战，是中国抗日战争中的一次重要战役，发生在1941年12月24日至1942年1月16日的湖南和江西北部的部分地区，交战双方为中华民国第9战区司令薛岳所统帅的国民革命军第9战区部队共300,000人与日本第11军司令阿南惟几所统率的日军第11军共约120,000人，此次战役主要经历日军向长沙推进的外围战斗、攻守双方在长沙城的攻防战斗和日军撤退时国军进行的反击作战三个阶段。在战役指导上国军方面指挥官采用了“天炉战法”对抗日军，而日军指挥官阿南惟几则出现了明显的判断失误，最终导致战役结果为中方成功防守长沙，日方遭受惨重损失撤退而结束，因此又被中国方面称为“长沙大捷”。此次战役是1941年12月7日珍珠港事件爆发后盟军与日军交战的首场战役胜利。

## 战役背景

長沙會戰之前中國京漢粵漢鐵路以東地區大部已被日軍佔領

1938年10月武汉会战之后，日军占领了中国京汉、粤汉铁路以东的大部分地区，但并未达到迫使重庆国民政府与中国广大军民放弃抵抗的目标。另外由于前期进攻作战中国民革命军在淞沪会战等战役中对日军的逐次打击使得日军亦受到较大损失；日军自身占领广大土地后需要分配兵力防守因而机动兵力更为薄弱；中國軍隊在日军占領區的游击战也使得日军需增派兵力防守已占领的地方；日本國内也因战争而使得經濟进一步被拖累。因此武漢会战结束后，日军乘胜占領岳阳后便停止了进攻，中國抗日战争进入“战略相持阶段”，蒋中正与國军统帅部则称之为“二期抗战”之起点。
自从进入相持阶段之后，兩湖平原周邊空間成為抗戰主要戰場之一，分別由第五戰區與第九戰區負責防務。但是第五戰區在1940年棗宜會戰遭重創，宜昌與襄陽等遭奪取後重要性銳減；湖南地帶就只剩第九戰區尚具防禦力，而日軍華中方面军的主力則是第11軍，在湖南戰場隔新墙河对峙，並在抗戰期間多次交戰。1939年9月14日，在二战欧洲战事爆发同時，日軍发动了第一次长沙会战。在這次戰役起，第九戰區部隊利用湖南河川水渠遍布的特性佈防，並採用“逐次抗击以消耗日军力量；争取外翼以力图后续包围；后退决战以堅守长沙；趁敌溃退以包围歼灭”的战术欲要大量殺伤日军有生力量，然此次日军的作战指挥官时任第十一军司令冈村宁次较为谨慎，在判断其攻占长沙无望之时及时下令撤退，使中國军队围歼日军的战略目标未能达成，然而此次会战也是中国军队第一次成功守住主要城市并击退且殺退日军，因而被中方宣传为：“湘北大捷”。日军冈村宁次则解释此次撤退是“已达到消耗中方第九战区有生力量之战略目的撤退”。
1940年末，法國向德國投降，日軍入侵法屬印度支那，英美等列強察覺日本確切損害了自己的亞洲利益，對中國方面增加物質面的援助；包括1941年租借法案將中國納入供給國範圍，並開放滇緬公路維持外援暢通等。日本察覺重慶國民政府方面和談的意願劇降，更打算繼續打到日軍退讓時，只能搶先制人打擊中方戰力；11軍軍長阿南惟几集中了十餘萬人發動第二次長沙會戰，此次战役日军成功破译了国军行动部署的电报，一度成功占领长沙并对国军造成了相当大的损失，然而在中国军队采用“围魏救赵”的战术向日军占领的湖北宜昌发起反攻，迫使日军须回师救援，因而长沙在被日军攻占后不久即被国军收复，最后战局依旧维持之前态势。中方宣称此次战役为“第二次湘北大捷”，日方则认为此役“给重庆方面第六、第九战区之精锐所部予以重大杀伤”。

## 双方部署

### 日军方面

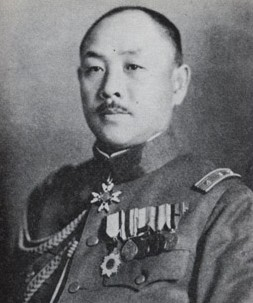
第三次长沙会战日军总指挥：第十一军司令阿南惟几中将

1941年10月日本国内东条英机内阁上台，进一步扩大了对外战争的规模，同年12月7日，日本发起大规模军事行动，攻击美国夏威夷海军基地，太平洋戰爭爆發。同月，日军向香港发起进攻，日本中國派遣軍命令華中第11軍司令阿南惟几发动进攻以策应香港作战。另一方面，由于前两次日军都未能成功攻占长沙，第十一军在日军内部也颇受指责，因此阿南惟几也急于想用攻占长沙来一雪前耻，同时阿南惟几认为，依据所获得的情报，太平洋战争爆发后，国军第九战区所部精锐的第四军和第七十四军均被抽调南下，认为此时长沙防御兵力单薄，力主再攻长沙。
然而此时，日军第十一军内部对于是否发起第三次对长沙的进攻意见却较为分歧，不少师旅级高级军官认为：湖南北部从新墙河到长沙一带地形复杂山川河网密布，不利于日军机械化部队行进，无法发挥其优势，因而不赞成立即进攻长沙。唯仅有当时的第三师团长丰岛房太郎是阿南惟几的老乡兼同窗好友，因而对议案表示支持，最后经过争论，阿南惟几坚持决定进攻长沙。阿南作出如下部署：以第3師團、第6師團、第40師團及獨立混成第9旅團、第十四旅团，配以空軍、炮兵、坦克及海軍艦艇共计12萬人马，從岳陽逐次突破以攻占長沙。同時，赣北地区日军部队從南昌實行佯攻以牵制赣北地区中国军队。

### 国军方面

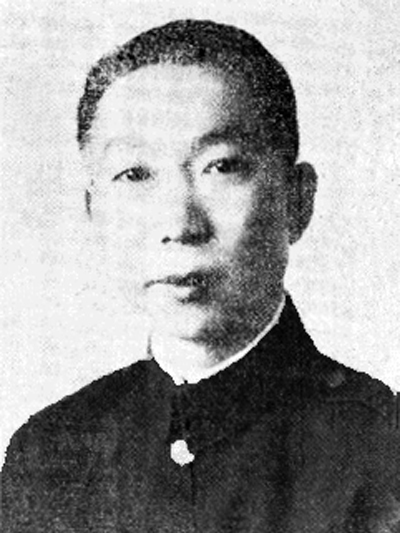
第三次长沙会战国军总指挥：第九战区司令薛岳上将

1941年10月第二次長沙會戰結束后，中國抗日战争第九戰區司令薛岳即推斷日軍定會再次進攻長沙，因而也積極進行準備与動員。虽然日军战前的部署和行动都较为缜密，但第九战区仍从日军赣北部队减少和湘北部队增加等迹象中判断出日军不久即将再次发动长沙攻势，薛岳在总结前两次长沙会战的经验教训后，进一步完善了其“天炉战法”，决定依据湘北的地理优势（即“天炉”），在新墙河、汨罗江和捞刀河之间逐次布置防线，以第二十军、第三十七军和第五十八军等部逐次抗击日军以削弱其攻势，从防线撤退下来的部队并不后撤而是撤向两翼，以长沙城为饵，诱使日军向钻往这个“炉底”，令之前第二次长沙会战期间因作战不利而戴罪留任的李玉堂率领其所部第十军为核心守卫长沙城，把日军牵制在炉底。同时，第九战区在长沙城西的湘江对岸岳麓山制高点布置炮兵部队支援城内守军，并动员湘北民众破坏日军在战区的交通线，以之前撤往两翼的部队切断日军补给，待日军攻势受挫补给断绝而被迫撤退之时再将之前外围后撤至两翼的部队会同其他生力军共同从东、西、北等各个方向合围歼灭日军，歼敌地点预定在地形崎岖没有大道的捞刀河与浏阳河之间。
薛岳称：“天炉战法，就是在预定的交战区域，构筑纵深网的环形阵地，部署充分的守军，以伏击、侧击、截击等多种方法逐步消耗敌军，消磨锐气，然后再使用优势兵力，施行反击和反包围，对敌方部队予以歼灭。属于“后退决战”之方法，因敌之变化而变化之歼敌制胜方略，如炉熔铁，又如炼丹，故名。”

## 战役进程

### 外围攻防战

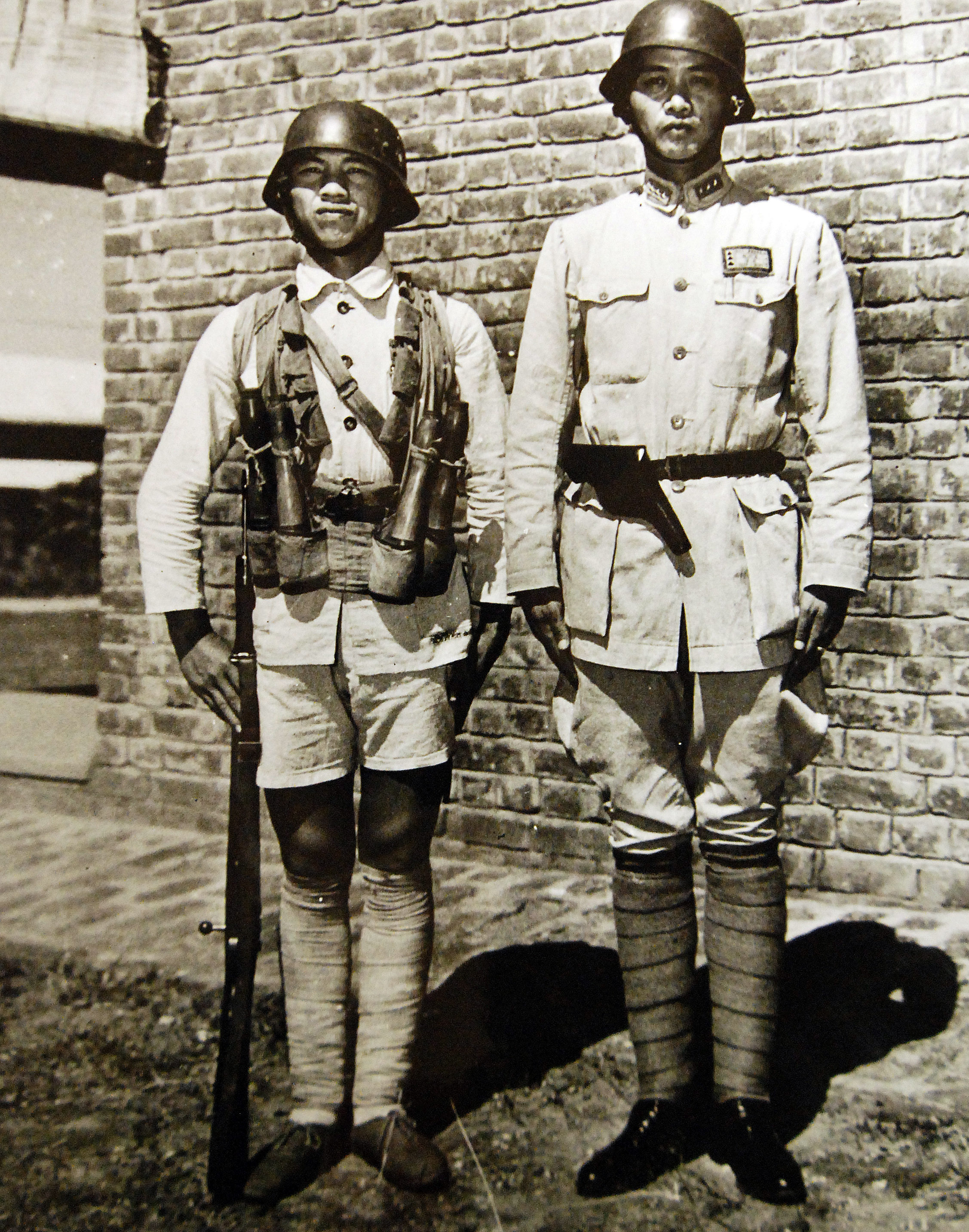
1942年在長沙的國民革命軍士兵和軍官

1941年12月24日，阿南惟几下令进攻长沙，当天日軍第6師團與第40師團開始自新墙河渡河，且利用夜襲與砲擊輾壓守軍防線。第3師團與澤支隊則在25日早上發起攻擊。24日傍晚恰逢寒潮过境，湖南经历少见的低温和大雪，气温从12摄氏度下降至攝氏零下5度，氣溫遽降不只造成進軍困難，也讓日軍架橋與渡河都因此延遲；經過2天1夜激戰後，防守新墙河的国军第20军和第58军遭日軍採燃燒彈破壞防禦工事，以致傷亡过半。發動攻勢的第三天（12月27日）下午，新墙河防線大致遭到瓦解，日軍則繼續南下朝汨羅江防線推進，而守新墙河的國軍則按照預定轉移至汨罗江二线阵地和两侧山区转移。
1941年12月26日，先行挺進的第6師團已經開始準備向其前进道路上的第二条河流—汨罗江進行渡江作業。27日，第三師團也開到汨羅江；此时国军防守汨罗江的是第37军、99軍和从新墙河撤下的58军，而第20军则在平江和平江以北地区布防，中国军队的防线呈现“倒八字”阵型。日军将攻击重点放在长乐街方向以求尽快推进，日军依靠强大的炮火优势和空军支援不到3日即突破了汨罗江阵地，防守的第20军向东转移至山区，第37军和第58军则向高桥一带和汨罗江、捞刀河之间转移。
12月29日，日軍第40師團完成橫渡汨羅江之作業；然而12月30日晚上，40師團所轄的後勤部隊－輜重第40聯隊遭到國軍夜襲，聯隊長森川敬宇中校戰死。這個不算起眼的損失讓40師團前線部隊在後勤上陷入險境，也為會戰後期40師團提早撤退埋下伏筆。

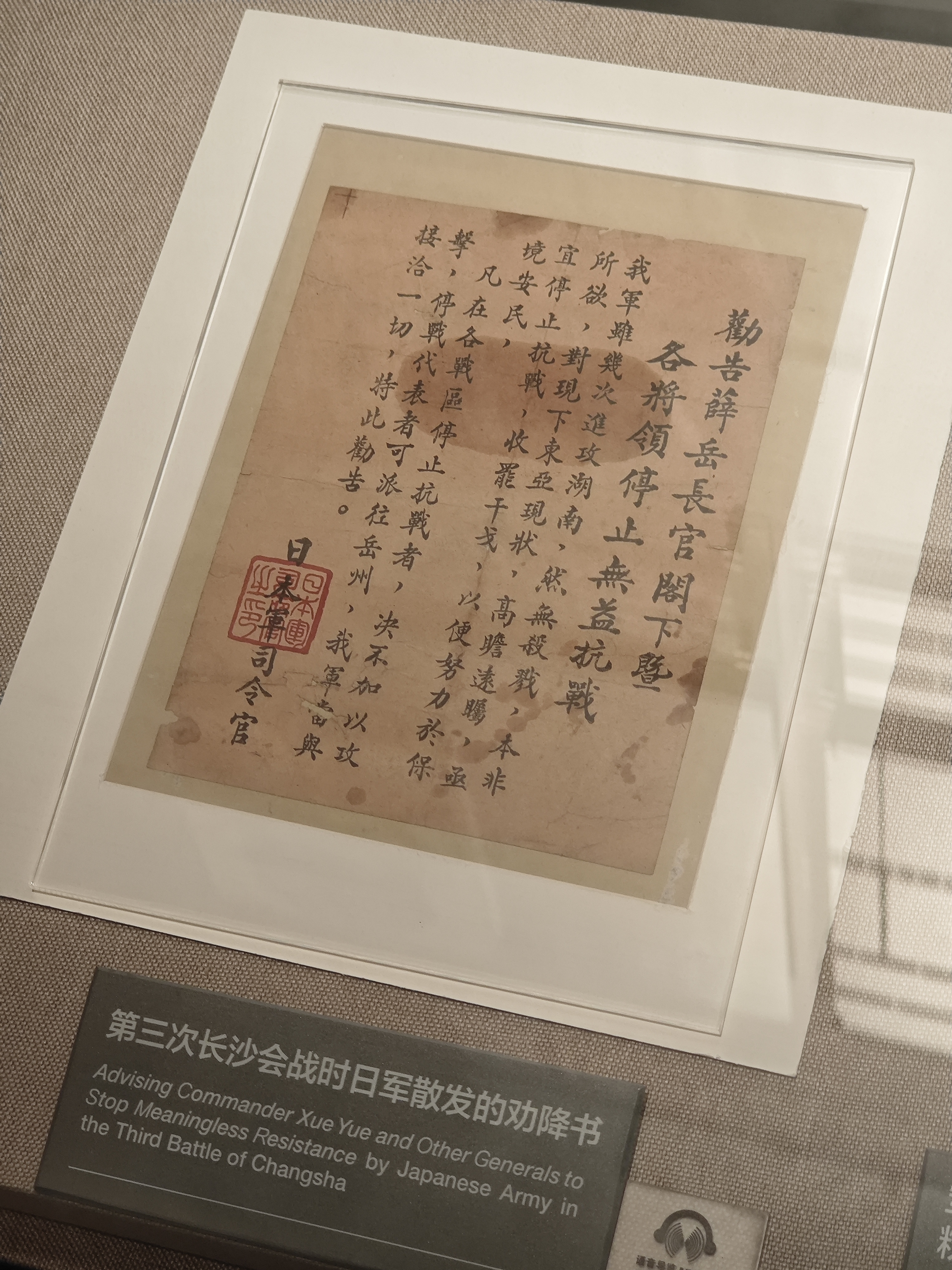
第三次长沙会战时日军散发的劝降书，藏于长沙市博物馆

由于汨罗江大部地区以南原本就是田野，外加雨雪天气导致道路泥泞不堪，而湘北地区的百姓又早就把可以通行的大路大为破坏，导致日军渡过汨罗江后诸如坦克和重炮等机械化装备不仅很难推进反而成为累赘。原本依据先前的计划，日军此次长沙作战之“牵制中国军队以策应香港作战”的原先计划已经达到应当撤退。但日军到经过约一周的激战顺利推进至长沙城外，这一战局得阿南惟几十分兴奋，认为此次可以攻占长沙以雪之前未胜之耻，因而继续命令部队向南攻占长沙。然而，中国军队在湘北作战区让开正面向两翼撤退本身就是按薛岳“天炉战法”的预定计划，诱使日军往“炉底”长沙城的重要环节之一。

### 长沙城攻防战

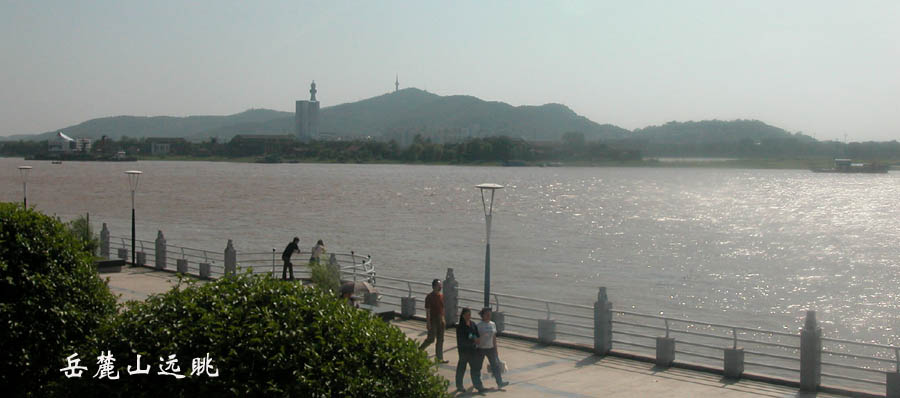
岳麓山远眺

长沙城位于湘江东岸，隔江对岸的岳麓山是俯瞰长沙全城的制高点，原有的城墙早已拆除。日军为迅速接近长沙城的核心以尽快攻下长沙，并没有采用逆湘江而上先占岳麓山制高点的进攻路线，而是把湘江东岸作为攻击重点方向由正面进攻。第九战区防守长沙的是李玉堂所部第十军，这支部队在先前第二次长沙会战中曾因作战不利而遭国军统帅部严厉批评，军长李玉堂也被撤职，仅仅因为暂无接替人选而暂时留任，因而此战对于李玉堂和第十军而言都是“哀兵之战”，李玉堂也立誓守住长沙以洗刷上次战败之耻并得到上方首肯，第十军的官兵也士气高涨喊出了“守住长沙，要回军长”的口号。第十军部队和长沙居民协力在长沙城内布置了周密的防御体系，在城郊，守军工事采用地堡式，依托西面的湘江，对其余各个方向呈半圆形，外围工事由麻园岭—朱家花园—杜家山—二里碑—黄土岭—妙高峰—猴子石的连线，逐层向城市核心构筑，且逐层加大密度和强度，以中山西路—黄兴路—八角亭—南正街—坡子街这一线的核心工事最为坚固。在长沙城内几乎所有主要道路设置铁丝网和地堡，较大体积的建筑物都布置有火力点。为防止日军从湘江水路迂回，第十军把长沙南北两侧湘江水域都用水雷进行封锁。在湘江对岸岳麓山国军布置炮兵对城内守军进行火炮支援。

#### 12月31日至1月2日

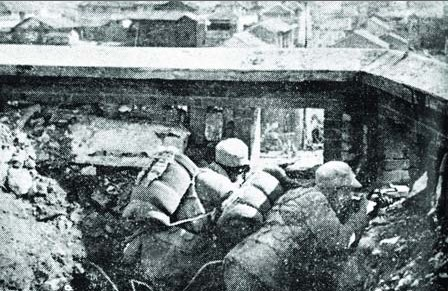
国民革命军第十军在长沙城内与日军进行激烈巷战

1941年12月31日日军的第3、第6和第40这三个主攻师团分别进抵长沙城外，并依据计划分别从北、东、南三个方向向长沙发起进攻。1942年1月1日，日军攻势更加猛烈，喊出了“到长沙城过元旦”的口号。日军和国军第十军的主力—方先觉所部预10师首先在长沙南郊的金盆岭至猴子石一线附近展开激战，所部29团依托阵地和迫击炮奋力抵抗，日军也毫不示弱在飞机和火炮掩护下向守军阵地发动了多次猛烈冲锋，战至上午10点，阵地被日军攻占。日军随后推进至由第28团防守的二线阵地，28团团长葛先才率部奋力抵抗一步不退，日军进攻受阻便将主攻方向改向东面和北面，并成功攻占了东郊和北郊的全部阵地，仅有预10师的阵地仍然未被攻占，28团团长葛先才因战功而被国军统帅部破格提升为“少将团长”。
元旦过后，日军攻势趋于猛烈，长沙形势吃紧，薛岳身边不少参谋人士均劝薛岳将指挥所搬至后防安全地带均被薛岳拒绝，薛岳坚持将指挥所设置在长沙城边的岳麓山就近督战，同时薛岳发布遗嘱电报“如战区司令长官殉职，则以副司令长官罗卓英代行其责”并严令第十军“固守长沙，不得退缩”。担任守城主力的预10师师长方先觉也给妻子准备好遗书，誓与长沙共存亡。1月2日，日军凭借强大的火力优势继续向长沙市区发动猛攻，中国守军按计划退守第二线阵地，其中以修械所一带的战斗最为激烈，日军对国军阵地发起了以营为单位的集团式冲锋，将28团固守的冬瓜山阵地攻占，下午，第29团发起反攻，将阵地收复。原本位于第三线防御阵地的第30团主动出击支援二线友军发起了对日军的突袭。当日，第十军部队协同在白沙岭地区歼灭突入长沙市区的日军第3師團加藤素一大队并击毙大队长。国军士兵从该名少佐大队长身上搜得获得重要机密文件，大意为：“日军弹药匮乏，补给告急”，薛岳获得该情报后，兴奋地说：“有此情报，胜过千军万马”，于是薛岳根据战前部署和敌我双方态势开始部署后续对日军的围歼计划。

#### 1月3日至1月5日

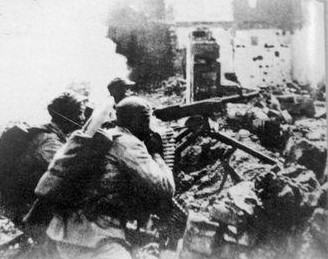
第三次长沙会战中双方倚靠在残垣断壁进行激烈巷战

1月3日，长沙城内的战斗趋于白热化，日军两个师团在火力掩护下集中兵力发动步兵强攻，先后攻占了守军二线阵地中的开福寺和陈家山，战至下午4时，日军第3师团工兵营攻入长沙市中心，李玉堂立刻令所部另一个主力师第190师进行封锁和阻击，日军工兵擅长攀上爬下于守军对制高点进行了激烈争夺。此时，预10师师长方先觉认为，若二线阵地被日军突破就只能据守城垣，因此必须清除城垣前的射击障碍，于是下令将妙高峰下的长街全部焚毁。就在长沙城内中日两军进行近身肉搏战之时，湘江对岸岳麓山上的炮兵利用地形上的绝对优势，对城内的日军进行了猛烈的炮火打击，使攻城日军伤亡很大。
1月4日，日军再次对长沙市中心发动全面猛攻，双方在国货陈列馆和湘雅医院等重要位置进行了反复争夺均有不少伤亡，岳麓山炮兵则依靠东北风的有力风向继续对日军进行打击。经过数日的激战，第十军伤亡已接近三分之一，但仍旧士气不减继续与日军进行逐屋逐巷的争夺。此时，薛岳正在调兵遣将准备围歼长沙城内日军，而阿南惟几既不知晓己方情报已被截获，也不知道中国军队正从各个方向前往长沙准备反攻，依旧命令所部尽快攻下长沙城。入夜，中国军队已经到达日军背后对日军形成夹击，然而此时阿南惟几仍未下令立即撤退仍固执欲要攻占长沙，日本国内甚至还发表了“日军已经占领长沙”的消息。次日，时任十一军的参谋长木下勇少将和其他参谋都认为若再不撤退就可能导致不堪设想的后果，于是全体力劝阿南惟几立刻下令撤退，阿南惟几于是下令部队向东山等方向撤退并在撤退时发起最后进攻以作掩护和隐蔽，日军攻占长沙的计划宣告失败。:1100

### 撤退与截击

日军匆忙从长沙撤退并向北突围

在日军大举进攻长沙城之时，薛岳就开始部署对日军后期的歼灭战，蒋中正不仅应薛岳请求将先前从第九战区调走第四军和七十四军调回，还将七十三军和九十九军也交由薛岳调配，薛岳在得知日军正面临弹药缺乏且补给困难之时，立刻电令第九战区共九个军的兵力从东南、东北、西面和北面四个方向对日军进行合围。具体部署如下：第二十六军和第七十三军在浏阳河一线向北追击；第四军由株洲向北追击；第五十八军和第二十军在汨罗江由北向南堵击；第七十八军和第三十七军由东向西截击；第九十九军在石子铺以北、新市以南由西向东截击。

#### 长沙城至汨罗江
1月5日就在第九战区的反攻部队已经打到长沙城外围日军背后之时，阿南惟几才被迫下令日军全线撤退，日军反轉始遭受國軍原本在各處的部隊包抄追擊，湘北當時天气轉壞，使得日军飞机无法进行支援；原本藏匿在影珠山、古华山內的国民革命军第二十军、第五十八军對掩護撤退的日軍發起攻擊，當時自影珠山東側北撤的部隊為第3師團、西側北上的部隊是第6師團。掩護主要師級部隊的單位為第九混成旅，為了掩護大部隊撤離爭取時間而發起攻擊。該部隊的山崎茂上尉組成混編攻擊組（集成大隊、約3百餘人）在1月8日晚上朝影珠山北部發起夜襲，試圖摧毀該區的國軍指揮中樞；最後該部隊在影珠山腰子坡遭到殲滅，國軍在傷亡4百餘人的代價使日軍全員陣亡，山崎大隊遭到殲滅給阿南惟幾帶來相當震撼。
日军撤退之路上截击日军，日军先头部队遭到阻击后，才知路上有中国军队拦击，于次日拂晓以主力向国军阵地猛攻，第二十军主力133师全力顶住了日军的反扑，日军正面进攻受挫则改为夜袭，将第五十八军的第10师击溃。但在捞刀河与汨罗江之间日军撤退极为艰难，国军第20军和第58军在影珠山和古华山对日军发动伏击，日军最终突破了国军的在此地的包围，但付出较大伤亡，也被国军夺取不少武器，由于日间行军易遭国军发现，日军多选择夜行，然而由于夜间不熟地形，导致无法正确辨别方位，抓捕中国百姓带路则基本都会被带进国军的伏击圈。
日军第六师团是之前参加南京大屠杀的主力部队，早在会战开始时中国军队中就出现“和第六师团同归于尽！为死难同胞报仇雪恨！”的口号，因此在撤退中第六师团先后遭到第七十三军和第九十九军等部队猛烈的攻击，伤亡惨重。日军为突破包围也奋力接战，在弹药不足和补给匮乏的情况下，顶住国军的炮火，以白刃战法进行突围，战至1月8日，第6师团成功突破捞刀河，向汨罗江开进。此时，阿南惟几突然改变命令，令第6师团改变行军路线，并且必须在前进中消灭国军的截击部队，这一临阵突变使得第6师团再次陷入国军7个师的包围，战斗极度被动。日军为了救援被国军围追堵截的部队，派出第9混成旅团南下接应，但在影珠山遭到国军部队的抵抗，未能达成目的，第9旅团山崎集成大队被国军全歼。第3师团大青山一带遭到国军第四军、第二十六军和第七十八军的攻击，师团长丰岛房太郎负伤。第40师团沿途遭到第三十七军和第七十八军轮番多次的侧击和截击，其中第236联队损失惨重，多名军官阵亡。1月14日，日军经过苦战终于渡过汨罗江向新墙河推进。:198-206

#### 汨罗江至新墙河

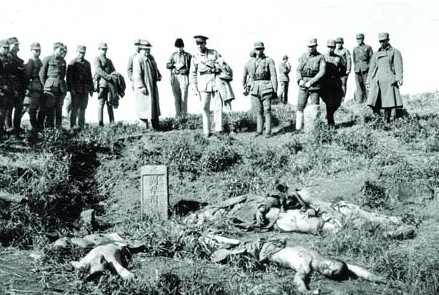
日军在撤退行军中丢下大片尸体

在1月14日至1月16日，第九战区所部第20军、第37军、第58军、第73军、第78军等部在汨罗江之新墙河之间地区向日军发起拦击、追击和侧击，同日军发生四次激烈的包围与突围战斗，部分国军部队甚至追过新墙河，攻入原本的日军防区，然而始终未能对日军形成完整的大建制的包围和歼灭，日军尽管在撤退中伤亡惨重且极为狼狈，但指挥系统仍能有效发挥，且在极度困难的状态下各部队的战斗意志依旧坚定。1月15日战区天气转好，阿南惟几立即派出18架飞机进行低空轰炸，在空军的掩护下，日军在1月16日成功突围并撤回到新墙河北岸。在12天的撤退中，日军因遭到国军的猛烈围堵攻击而伤亡巨大，仅有1.3万人成功撤回，日军以往不留尸体于战场的惯例也被迫放弃，在战斗地点留下大量尸体未能带回。在湘北地区双方交战开始后，按计划为牵制国军而在赣北地区发起佯攻的日军部队约3000余人在向中国守军阵地发起进攻，但3天后被赣北地区的国军击退撤回原防地。至1月16日，交战双方依旧恢复沿新墙河对峙的战前态势，第三次长沙会战至此全部结束。

## 結果及后续

### 统计与反响

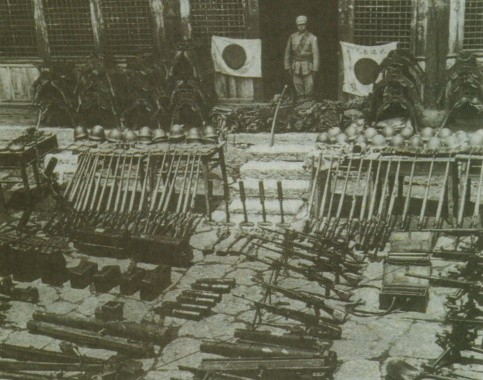
第三次长沙会战国军缴获的战利品

第三次长沙会战，中国军队成功击退日军进攻，据国军战报记载，日军伤亡在65%以上，损耗无计。  此战被认为是抗战以来正面战场军事上的重大胜利。
國軍雖說戰勝，但是戰果存在一些爭議，也為第三次長沙會戰是否名如其實出現一些爭論；國軍損失兩相宣稱落差不大，約戰死傷2萬8千多人至2萬9千人，但日軍戰損落差便相當懸殊；按照第九戰區報告，此役擊斃33,941人、擊傷23,003人、俘虜139人、繳獲步骑枪1138枝、手槍26隻、機槍115挺、炮11門，此戰果在1978年出版由蔣緯國主編的抗战史《抗日御侮》中再度引述。正式對外公布的戰報中甚至称擊斃了5位日軍聯隊長，但實際上本役無任何該層級的日軍軍官遭到擊殺。由於聲稱的消滅人數與俘虜軍品落差頗大，當時任军法执行总监之何成濬在其1942年2月25日日记中记述，薛岳在军事会议上报告第三次长沙会战的战果时，受到在场诸人笑斥之，甚至蒋介石也认为其过于夸大其词。
日軍戰損就防衛研究所在1971年出版的戰史叢書所述，日軍戰死1,591人、戰傷4,412人；不過該數據中並未提到因病減員等損失，故該數據本身就是被截取過的結論。在第三次長沙一役，第6師團上報陣亡數461人，但是在1月7日呈報十一軍已陣亡600多人（當下可確認之陣亡人數），在1月8日遭到包圍至1月12日突圍期間的損失則毫無討論，其中殿後的步兵第13聯隊在會戰結束前多次遭到追擊，日軍自承損失慘重，喪失再戰之能而需要友軍協助收容，其461人死亡顯然並非最終資料；除了第6師團的數據混亂，一同遭到包圍的獨立混成第9旅團日軍上報陣亡203人，但該旅在攻擊影珠山期間，曾集中約350人的突擊隊（獨立第40大隊第一中隊隊長山崎茂上尉率領，統稱山崎大隊，但非標準步兵營）攻堅，遭到全殲，而根據戰後所出版的獨立混成第9旅團部隊史，該旅下轄之獨立第38大隊同樣受創嚴重，大隊本部差點慘遭殲滅，甚至大隊長身受重傷幾乎喪命，另該大隊第三中隊近200名參戰官兵戰後僅存38名（含輕傷者），且還有獨立混成第9旅團所屬之輜重隊遭遇國軍襲擊，僅有中隊長在內的11人僥倖生還，運輸的彈藥、武器、糧食全被國軍繳獲，可見該旅上報陣亡人數顯有不實。第40師團所屬步兵第236聯隊在1月9日突圍成功前聲稱死傷者390人，但最後清點戰鬥兵員僅剩50人，以日軍步兵聯隊編裝達2千人以上，實際損失可謂不輕。死傷6,003人只是日軍軍部高層為掩飾其無能而嚴重縮水，好呈報天皇之遮羞數字。
但是國軍在本役擊斃與俘虜官階未出現大隊長以上軍銜者，因此可能殲滅了部分營級單位，但未有殲滅團級之戰績；目前雖無準確考證之戰果，但日軍至少有三個團級單位陷入包圍重損，可信斃傷戰果應有破萬。
更重要的是，1941年12月初日軍剛偷袭珍珠港，陸軍席捲東南亞，同盟國軍屢戰屢敗，中华民国军队在長沙的勝利顯然成為政治上的強心針，進而引起当时世界媒体的广泛关注，美国总统罗斯福称：“盟军的胜利，全赖华军长沙大捷”，英国媒体也用“在此远东阴云密布之际，唯有长沙上空之云彩确切光辉夺目”的标题进行报道。苏联和西方同盟国也有大批记者和参观团来到长沙进行访问。由于李玉堂等将领指挥第十军成功防守长沙，在战役结束后，原本属“待罪留任”的军长李玉堂升任27集团军副司令，原预10师师长方先觉升任第10军军长，原28团少将团长葛先才升任预10师副师长，其他战斗中获得战功的将领也得到了国军统帅部的奖励。中方此战虽然获胜，但也总结认为在后期截击日军的作战中，国军忽略了重点控制渡河点并未能强力破坏日军渡河设备从而使得日军未受到大建制的歼灭性打击；日方则认为，此战准备不足，在过程中多次更改命令指挥失当，使得作战陷于被动。:215:1108

### 后续发展

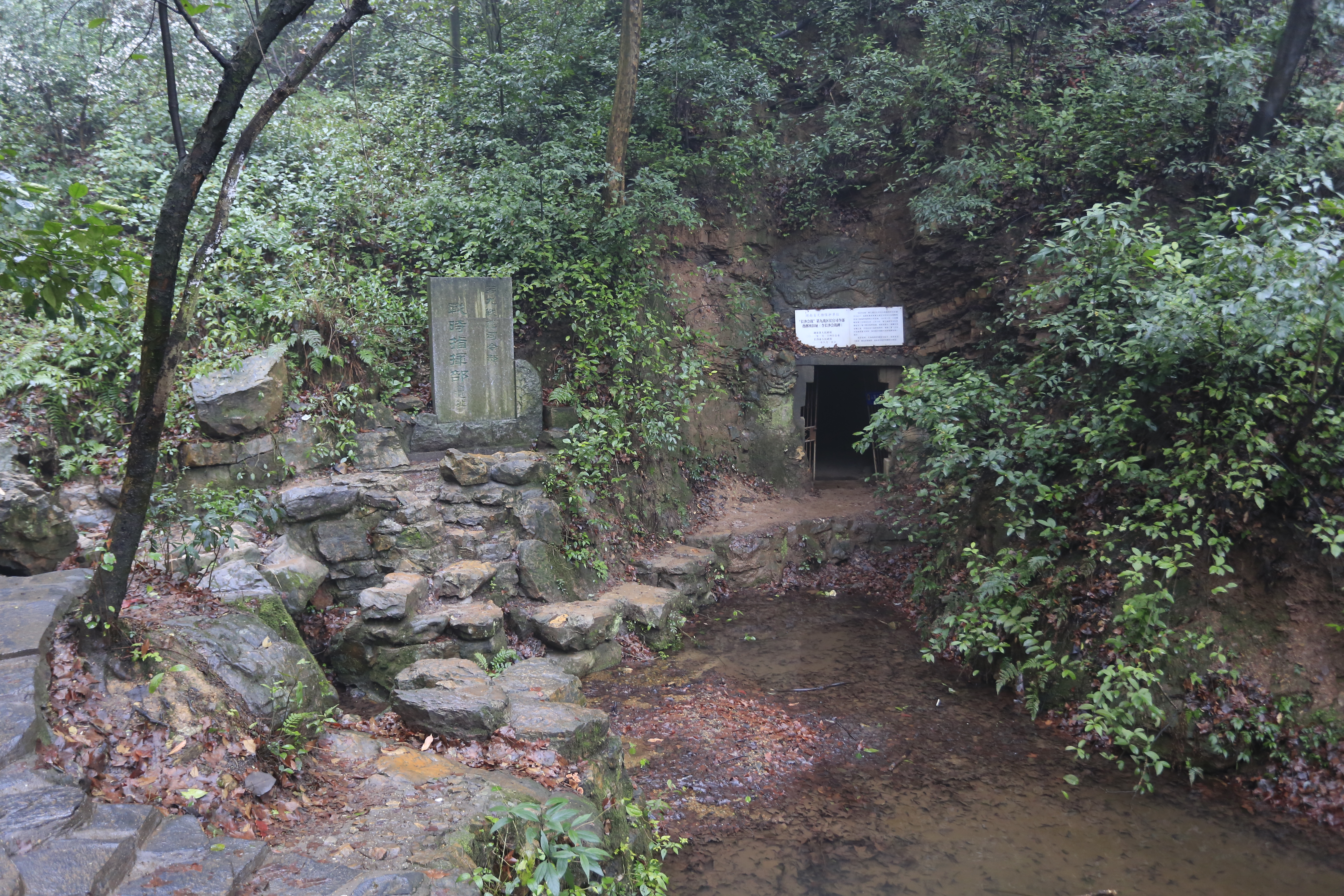
“长沙会战”第九战区长官司令部指挥所旧址

在第三次长沙会战胜利之后，中国第九战区召开了大规模的庆祝大会。在此之后的两年内，日军再没有向第九战区发动大规模进攻。然而，第九战区部队尤其是长沙一线守军由于长期相持亦放松了警惕，日军则在此战后总结了经验教训，于是在1944年的长衡会战中，日军经过充分准备，集中主力20余万人向第九战区发动攻势，并改变进军策略，改由湘江逆水而上先夺取岳麓山炮兵阵地，在1944年的第四次长沙会战中日军成功攻占长沙，并在整个长衡会战中将第九战区击溃而使其至战争结束都再无反击能力。唯在衡阳保卫战中，第十军孤军坚守衡阳长达47天并重创日军，大大延缓了日军打通其“陆上交通线”计划的进程，令日本国内生产原料匮乏，从而为中国军队会同盟军在滇西和缅北的反攻作战及美军在太平洋战场的反攻作战创造了战略优势。
另一方面，由于意识形态和两岸政治因素等原因，这一重要战役及其他抗日战争中国民革命军与日军进行的大量作战在中国大陆曾长期遭到淡化和忽视，部分大陆民众在原先中共的片面宣传影响下甚至有所谓“国民党不抗日”的错误感观，直到2005年连战访问大陆之后，国共关系趋于改善，时任中共中央总书记胡锦涛在抗日战争胜利60周年纪念活动中发表讲话肯定了中国国民党在正面战场抗战的作用。同年，正面描写抗战期间国军与日军作战的书籍—《国殇——国民党正面战场抗战纪实》在中国大陆各地上市并引发关注，大陆媒体开始大量采访、报道相关战事，相关的书籍也逐步出版。2014年首播的电视剧《长沙保卫战》也讲述了这场会战。